# Červená (Letohrad)
Červená (dříve Rotnek, německy Roteneck) je vesnice a část města Letohrad v okrese Ústí nad Orlicí. Nachází se asi 2,5 kilometru jihozápadně od Letohradu. Červená je také název katastrálního území o rozloze 2,72 km².

## Historie
První písemná zmínka o vesnici pochází z roku 1543.

## Kaple Nejsvětější Trojice
Osada Červená (do roku 1950 pojmenovaná Rotnek), nyní součást obce i farnosti Letohrad, bývala od roku 1726 součástí obnovené farnosti Písečná a neměla nikdy svůj kostel. Později patřila k faře Hnátnice, kam také obyvatelé Červené do výstavby vlastního hřbitova pohřbívali.
Kaple Nejsvětější Trojice měla být společně se hřbitovem stavěna v roce 1938, na základě schválení konzistoře v Hradci Králové a podle stavebního plánu arch. B. Dvořáka z Pardubic. Když však pan farář o prázdninách 1938 náhodně zjišťoval u jednoho zedníka, jaká je situace, dozvěděl se, že kaple je prakticky dostavěná, avšak podle neschválených plánů, které zpracoval architekt Stanislav Tošovský z Ústí nad Orlicí. Dokončena byla v roce 1939.
Kaple je zasvěcena Nejsvětější Trojici a českým patronům. Její svěcení vykonal a mši svatou sloužil osobní děkan z Kyšperka Adolf Hubálek dne 4. října 1942, kázání měl farář Karel Šrajbr. Dne 28. října 1942 byla prohlášena kaple Nejsvětější Trojice za veřejnou s právem sloužení mše svaté.
Vybavení kaple: oltář zhotovil Karel Krátký z Pardubic, křížová cesta je dar nejmenované dárkyně a byla svěcena o poutní slavnosti v neděli na Nejsvětější Trojici 20. června 1943. Dne 29. května 2005 o pouti byl slavnostně požehnán a zavěšen nový zvon.